# Suzanne Tallard
Pour les articles homonymes, voir Tallard (homonymie).
Suzanne Tallard, née le 19 juin 1943 à La Rochelle, est une femme politique française.
Elle est élue députée lors des législatives de 2012 dans la deuxième circonscription de la Charente-Maritime.